# Cigales (Weinbaugebiet)

Weinbaugebiet Cigales

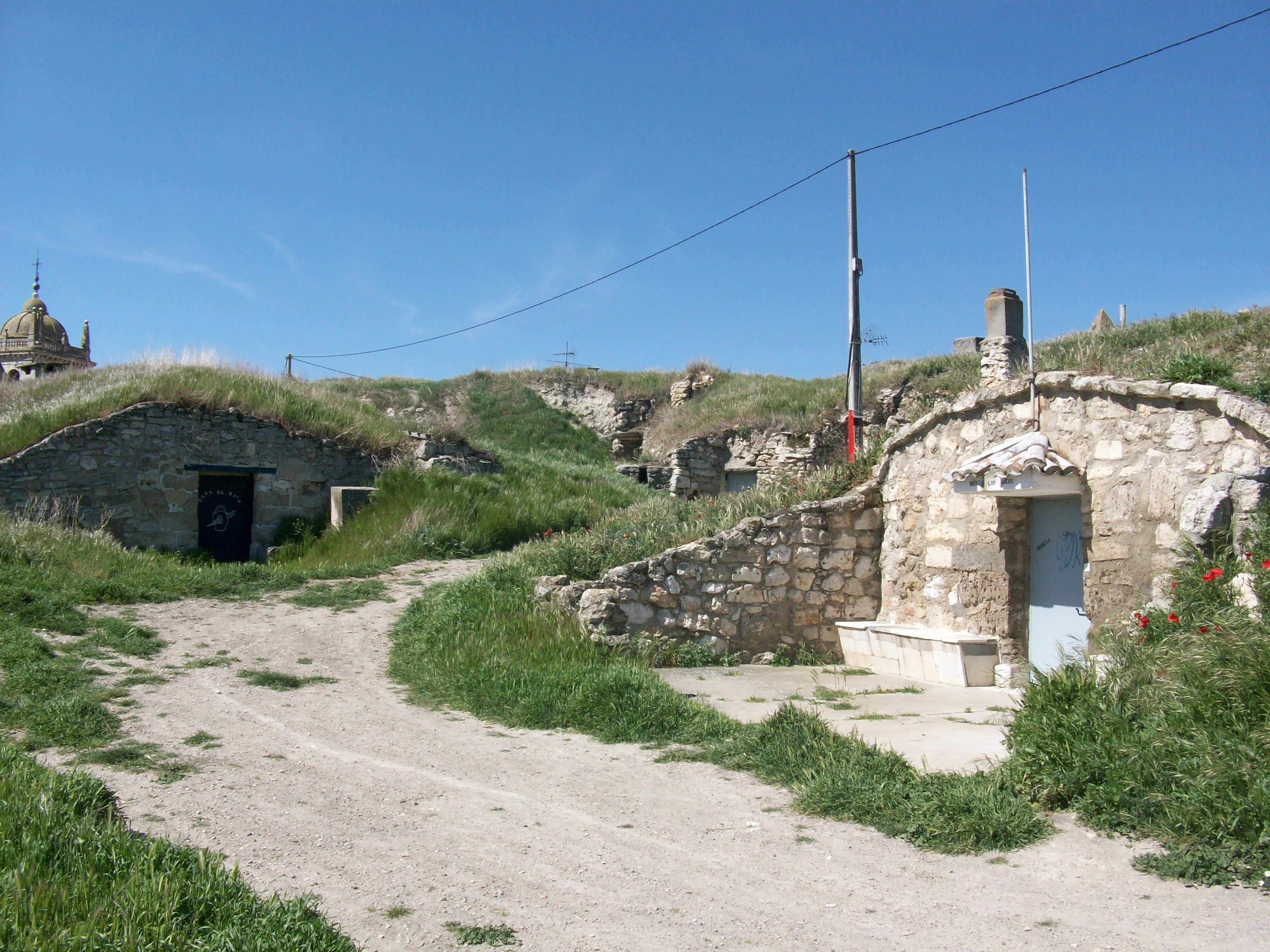
Felskeller (bodegas) bei Dueñas

Cigales ist ein kleines Weinbaugebiet mit eigener geschützter Herkunftsbezeichnung (Denominación de Origen, D.O.) im Nordosten der Provinz Valladolid bzw. im Südwesten der Provinz Palencia in der nordspanischen Region Kastilien-León.

## Anbaugebiet
Das ca. 2250 ha umfassende Weinbaugebiet Cigales liegt in Höhen um die 750 m und erstreckt sich nordöstlich der Großstadt Valladolid entlang des Einflussbereichs (cuenca) des Río Pisuerga. Vorherrschend ist ein nur an wenigen Tagen im Jahr vom Atlantik beeinflusstes Kontinentalklima mit kalten Wintern (Nachtfrost) und warmen bis heißen Sommern; Regenfälle sind eher selten und spärlich (durchschnittlich ca. 450 mm/Jahr).
Die Böden sind kalkhaltig und bröselig; von der Gesamtanbaufläche von ca. 575 km² ist nur ein kleiner Teil mit Weinstöcken bepflanzt. Etwa 500 Winzer (viticultores) ernten jährlich um die 25000 hl Trauben der Rotweinsorten (tintos) Tempranillo und Garnacha sowie der Weißweinsorten (blancos) Verdejo und Albillo Mayor, die in ca. 30 Kellereien (bodegas) gekeltert und hauptsächlich zu Roséweinen (rosado) ausgebaut werden.

## Gemeinden
- Provinz Valladolid: Cabezón de Pisuerga, Cigales, Corcos del Valle, Cubillas de Santa Marta, Fuensaldaña, Mucientes, Quintanilla de Trigueros, San Martín de Valvení, Santovenia de Pisuerga, Trigueros del Valle, Valoria la Buena
- Provinz Palencia: Ampudia, Dueñas

## Sehenswürdigkeiten
In einigen Orten des Anbaugebietes, z. B. in Mucientes oder in Dueñas, finden sich noch traditionelle Felsenkeller (bodegas), die aber nur noch in geringem Maße genutzt werden. Über das Gebiet verteilt sind etliche Feldsteinhütten und -einfriedungen (chozos). In einigen Orten steht eine mittelalterliche Burg (castillo) oder Burgruine; jeder Ort verfügt über eine oder gar zwei interessante Kirchenbauten aus unterschiedlichen Stilepochen.